# Вильгельм I Женевский

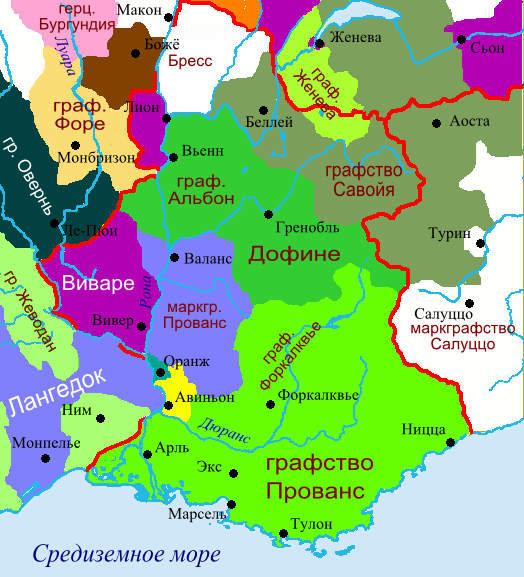
Графство Женева на карте Бургундии

Гильом I (фр. Guillaume Ier de Genève; ок. 1132 — 25 июля 1195) — граф Женевы с 1178 года.
Сын Амедея I и его первой жены Матильды.
Наследовал отцу в июне 1178 года. Через два месяца принёс оммаж аббату монастыря Сен-Морис д’Агон за замки Шомон, Ла Рош ан Женевуа и Отвиль.
Так же как и отец, вёл борьбу за восстановление графской власти на территории диоцезов Женевы и Лозанны, частично утраченной в правление Эймона I. За это он был отлучён от церкви и подвергнут императорскому наказанию. Это могло стоить ему графства, однако Гильом I сохранил свои владения.
В 1192 году в одном из актов назвал себя графом Женевы и Во (Gebennensium et Valdensium comes).
Гильом I умер 25 июля 1195 года. в замке Новель. Похоронен в церкви монастыря Св. Екатерины (Анси).

## Семья
Гильом I был женат дважды:
1) — на Агнессе, дочери графа Амадея III де Морьен (Савойского) (ум. не позднее 1172). Сын — Умберт (р. до 1172, ум. 1224/1225), граф Женевы.
2) — на Беатрисе, которую иногда считают дочерью Эймона I, сеньора де Фосиньи. От неё дети:
- Эймон (ок. 1174 — между 1191 и 1195)
- Маргарита (иногда называлась Беатрисой), с 1196 жена графа Томаса I Савойского
- Гильом II (ум. 1252), граф Женевы.
- Амадей, канонник в Женеве, в 1213—1220 епископ Морьена.